# Mithras elis
Mithras elis is een vlinder uit de familie van de Lycaenidae. De wetenschappelijke naam van de soort werd als Papilio elis in 1779 gepubliceerd door Pieter Cramer.